# École nationale supérieure d'architecture de Saint-Étienne
 (juillet 2025).
Si vous disposez d'ouvrages ou d'articles de référence ou si vous connaissez des sites web de qualité traitant du thème abordé ici, merci de compléter l'article en donnant les références utiles à sa vérifiabilité et en les liant à la section « Notes et références ».
École nationale supérieure d'architecture de Saint-Étienne, aussi connue sous son acronyme ENSASE, est un établissement public situé à Saint-Étienne, et plus particulièrement un établissement public à caractère administratif, placé sous co-tutelle des Ministères de la culture et de l’enseignement supérieur et de la recherche.
L’ENSASE fait partie du réseau des 20 écoles nationales supérieures d’architecture de France et est associée à l'Université Jean-Monnet.

## Présentation
Depuis janvier 2025, l'école est intégrée à l'Université Jean-Monnet.